# 리히텐슈타인 조국봉사당
리히텐슈타인 조국봉사당(독일어: Liechtensteiner Heimatdienst 리히텐슈타이네 파이마트디엔스트[*])은 리히텐슈타인의 기독교 우파 계열 파시스트 정당이었다. 1933년 창당되었다가 3년만에 기독교사회인민당과 통합하여 조국연합을 창당해 사라졌다.